# Corepíscopo
corepíscopo ou corebispo (em latim: chorepiscopus; pl. chorepiscopi) é um posto do clero cristão abaixo do bispo. O nome origina-se da palavra grega Χωρεπίσκοπος e significa bispo rural.

## História
Corepíscopos são mencionados pela primeira vez por Eusébio em século II. No início, parece que os corepíscopo exerciam funções episcopais regulares em seus distritos rurais, mas a partir do final do século III estavam sujeitos as cidades ou metrópoles. O Sínodo de Ancira (314) especificamente os proibiu de ordenar diáconos e sacerdotes. O Concílio de Sárdica (343) decretou que nenhum corepíscopo deveria ser consagrado onde um padre seria suficiente, e assim os corepíscopos na Igreja bizantina gradualmente desapareceram. Na casa real da Caquécia na Georgia medieval, o título de corepíscopo (k'orepiskoposi ou k'orikozi) tornou-se secular e foi levado por vários príncipes daquela província.
As primeiras menções a corepíscopos na Igreja Ocidental são dos séculos V-VI, onde foram encontrados principalmente na Germânia (especialmente Baviera) e nas terras francas, e desapareceram por volta dos séculos XI-XII. Na Igreja Ocidental eles eram tratados como bispos auxiliares, tendo eles gradualmente desaparecido como uma função e foram substituídos por arcediagos para administrar subdivisões de uma diocese.

## Prática moderna
Tanto a Igreja Católica Romana quanto a Ortodoxa ainda possuem corepíscopos. Em algumas Igrejas Ortodoxas Orientais, corepíscopo é um nome alternativo para um bispo auxiliar. Para a Igreja Greco-Católica Melquita e as outras Igrejas Orientais Católicas, corepíscopo é um título honorífico similar a monsenhor. Nas Igrejas de tradição siríaca, ou seja, a Igreja Ortodoxa Síria, a Igreja Assíria do Oriente, Igreja Católica Siro-Malabar, Igreja Católica Caldeia, Igreja Católica Siro-Malancar também preservam o ofício, chamando-o de corepíscopa (corepiscopa ou coorepiscopa). Nestas Igrejas, as vestes dos corepíscopas é quase idêntica a do bispo e muitas vezes serve como seu representante para vários eventos litúrgicos para adicionar a solenidade.
Na Igreja Maronita, um corepíscopo é similar mas não idêntico ao bispo-auxiliar. Como um bispo, um corepíscopo é ordenado, e pode usar vestes de um bispo, incluindo a mitra e o báculo. Um corepíscopo maronita tem o poder de conferir ordens menores (leitor e subdiácono),  mas não o diácono ou o sacerdócio. O papel do protossincelo (vigário geral) não é preenchido por um corepíscopo.